# آینده معلول
آینده معلول (آلمانی: Behinderte Zukunft) فیلمی در ژانر مستند به کارگردانی ورنر هرتسوک است که در سال ۱۹۷۱ منتشر شد. از بازیگران آن می‌توان به ورنر هرتسوک اشاره کرد.